# Carlo Fidanza
Carlo Fidanza (San Benedetto del Tronto, 21 de setembro de 1976) é um político italiano.
Foi eleito pela primeira vez como membro do Parlamento Europeu em 2009, na lista do Povo da Liberdade. Em 2014 voltou a ser candidato a MEP, mas não foi eleito porque os Irmãos da Itália (aos quais aderiu em 2012) não ultrapassavam o limite de 4%. Na eleição geral de 2018, foi eleito deputado na "circunscrição eleitoral plurinominal da Lombardia 1-03". Na eleição de 2019 para o PE, foi novamente eleito deputado do Parlamento Europeu.